# Klitoromegalie
Klitoromegalie (anglicky Clitoromegaly, někdy také nazývaná jako Makroklitoris) je abnormální zvětšení klitorisu. Původ zvětšení může být jak vrozený, tak získaný uměle, nebo v důsledku nemoci. Záměrné zvětšení klitorisu je formou tělesné modifikace, které se dosahuje užíváním anabolických steroidů, zejména testosteronu. Může k tomu dojít v rámci změny pohlaví. Klitoromegalie se klinicky odlišuje od zvětšení klitorisu pozorovaného při pohlavním vzrušení.

## Klasifikace klitoromegalie
Stupeň genitální nejednoznačnosti se běžně měří podle Praderovy klasifikace. Klasifikaci tvoří šest vzestupných stupňů maskulinizace. První stupeň se popisuje jako „ženské vnější genitálie s klitoromegalií“. Druhý nejvyšší – pátý stupeň lze popsat jako „pseudopenis vypadající jako normální mužské vnější genitálie“.

## Příčiny
Klitoromegalie je vzácné onemocnění, které může být přítomno již od narození, nebo může být získáno později v životě. Pokud lékaři indikují klitoromegalii už při narození dítěte, může být jednou z příčin kongenitální adrenální hyperplázie, protože při tomto stavu nadledviny ženského plodu produkují další androgeny a novorozenec má nejednoznačné genitálie, které nelze jednoznačně popsat jako mužské nebo ženské. U těhotných žen, které během těhotenství dostávaly norethisteron, dochází k maskulinizaci plodu, což vede ke zvětšení klitorisu. Tato příčina není dnes tolik častá kvůli využívání bezpečnějších progestogenů. Zvětšení může být také způsobené autozomálně recesivní vrozenou poruchou známou jako Fraserův syndrom.
U získané klitoromegalie je hlavní příčinou endokrinní hormonální nerovnováha postihující dospělého člověka, včetně syndromu polycystických vaječníků a hypertektózy. Příčinou získané klitoromegalie mohou být také patologie postihující vaječníky a další endokrinní žlázy. Mezi tyto patologie mohou patřit virulentní nádory (např. arhenoblastom) a nádory, které postihují nervová vlákna. V některých případech je příčinou cysta na klitorisu. U některých případů nelze určit žádnou klinickou nebo hormonální příčinu.
Bodybuilderky a atletky, které užívají androgeny především pro zvýšení svalového růstu, síly a vzhledu, mohou trpět zvětšením klitorisu a zvýšeným libidem. U žen, které užívají testosteron z léčebných důvodů (léčba nízkého libida, prevence osteoporózy, jako součást antidepresivní léčby atd.), může dojít k určitému zvětšení klitorisu, ačkoli dávky oprávněné pro tyto stavy jsou mnohem nižší.

## Možnosti léčby
Existují chirurgické i nechirurgické metody léčby zvětšeného klitorisu. Pro rozlišení nejvhodnějšího přístupu k léčbě je potřeba provotně popsat příčinu zvětšení klitorisu.

### Chirurgické metody zmenšení klitorisu
Při chirurgickém zmenšení klitorisu se využívá tří typů operací – klitoroplastiky, klitoridektomie a techniky šetřící tělo, která je speciálním podtypem klitoroplastiky. Obecná klitoroplastika spočívá v částečné amputaci zevní části klitorisu, kdy je zachovaný pahýl o délce 0,5 cm. Žalud klitorisu je přišit ke zbytku klitorální houbovité tkáně.

## Anatomický popis stavu
V Atlas of Human Sex Anatomy, který napsal Robert Latou Dickinson v roce 1849, popsal Dickinson rozměry typického klitorisu na šířku mezi 3 až 4 mm. Na délku dosahuje klitoris velikosti 4 až 5 mm podle Dickinsona. Na druhou stranu v lékařské literatuře z oboru porodnictví a gynekologie je častou definicí klitoromegalie, pokud je klitorisový index (součin šířky a délky klitorisu) větší než 35 mm2. Takový povrch klitorisu je dvakrát větší než netypický klitoris.

## Porušování lidských práv u pacientek
Částečné nebo úplné chirurgické zmenšení klitorisu je vysoce kontroverzní. Řada pacientek, které podstoupily zákrok, popisovaly ztrátu tělesného citu v oblasti genitálu a omezení osobnostní autonomie. V posledních letech instituce zabývající se lidskými právy kritizovaly chirurgické řešení tohoto zvětšení. V roce 2013 bylo v lékařském časopise zveřejněno, že čtyři nejmenované elitní sportovkyně z rozvojových zemí musely podstoupit gonadektomii a částečné zmenšení klitorisu, pokud chtěly pokračovat ve sportovní kariéře. Ke kariérnímu ultimátu se elitní sportovkyně dostaly poté, co klinické testy na přítomnost testosteronu v krvi ukázaly nedostatek 5α-reduktázy 2. V dubnu 2016 odsoudil zvláštní zpravodaj OSN pro zdraví Dainius Pūras tento zákrok u sportovkyň jako formu mrzačení ženských pohlavních orgánů, který se uskutečnil: „Při absenci symptomů nebo zdravotních problémů, které by tyto zákroky opravňovaly.“